# 山都町立矢部中学校
山都町立矢部中学校（やまとちょうりつ やべちゅうがっこう）は、熊本県上益城郡山都町にある町立中学校。

## 沿革
- 1989年4月1日 - 浜町中学校、御岳中学校、名連川中学校、下矢部中学校の4校が統合し、矢部町立矢部中学校として発足。
- 1989年4月11日 - 第一回入学式が行われる。
- 1989年5月23日 - 矢部中学校PTAが発足。
- 1990年3月17日 - 第一回卒業式が行われる。
- 2005年2月11日 - 町村合併に伴い、設置者が矢部町から山都町へと変わる。山都町立矢部中学校となる。
- 2005年4月1日 - 山都町立中島中学校と統合する。校地は矢部中学校校舎、校名は山都町立矢部中学校、校歌は一節を変更。

## 委員会
- 生徒会執行部
- 給食委員会
- 保健委員会
- 体育委員会
- 学習委員会
- 放送委員会
- 整美委員会
- 代議員会

## 部活動

### 運動部
- バレーボール部（女）
- バスケット部（男・女）
- 卓球部（男・女）
- 剣道部（男・女）
- サッカー部（男・女）
- 野球部（男・女）
- 陸上部（短距離・長距離、男・女）

### 文化部
- 吹奏楽部(男・女)

## 交通
- 熊本バス「山都町役場入口」徒歩10分。
- 構内ロータリーに山都町コミュニティバスの「矢部中」バス停が存在する。
- 高速バスごかせ号の「山都町」バス停留所より徒歩5分。